# Collin Gillespie
Collin Gillespie, né le 25 juin 1999 à Philadelphie en Pennsylvanie, est un joueur américain de basket-ball évoluant au poste de meneur.

## Biographie
Il joue avec les Wildcats de Villanova en université pendant cinq saisons.
Lors de la draft 2022, il n'est pas sélectionné. Fin juin 2022, il signe un contrat two-way avec les Nuggets de Denver. En raison d'une fracture du bas de la jambe contractée quelques jours plus tard, il ne joue pas lors de la saison 2022-2023.
En juillet 2023, son contrat two-way est renouvelé.
En juillet 2024, il signe un contrat two-way avec les Suns de Phoenix.

## Statistiques

### Universitaires
Les statistiques de Collin Gillespie en matchs universitaires sont les suivantes :
| Saison    | Équipe    | Matchs | Titul. | Min./m | % Tir | % 3pts | % LF | Rbds/m. | Pass/m. | Int/m. | Ctr/m. | Pts/m. |
| --------- | --------- | ------ | ------ | ------ | ----- | ------ | ---- | ------- | ------- | ------ | ------ | ------ |
| 2017-2018 | Villanova | 32     | 1      | 14,4   | 45,2  | 39,4   | 80,0 | 1,30    | 1,10    | 0,60   | 0,10   | 4,30   |
| 2018-2019 | Villanova | 35     | 35     | 29,4   | 40,9  | 37,9   | 83,9 | 2,40    | 2,80    | 1,10   | 0,10   | 10,90  |
| 2019-2020 | Villanova | 31     | 31     | 34,1   | 40,6  | 35,7   | 81,7 | 3,70    | 4,50    | '1,20  | 0,10   | 15,10  |
| 2020-2021 | Villanova | 20     | 20     | 33,4   | 42,8  | 37,6   | 83,3 | 3,30    | 4,60    | 1,00   | 0,00   | 14,00  |
| 2021-2022 | Villanova | 37     | 37     | 34,1   | 43,1  | 40,9   | 90,5 | 3,90    | 3,30    | 1,00   | 0,00   | 15,60  |
| Carrière  | Carrière  | 155    | 124    | 28,9   | 42,1  | 38,4   | 84,8 | 2,90    | 3,10    | 1,00   | 0,00   | 11,90  |

## Palmarès et distinctions

### Professionnel
- Champion NBA en 2023 avec les Nuggets de Denver
- Champion de la Conférence Ouest en 2023 avec les Nuggets de Denver

### Universitaire
- Champion NCAA (2018)
- Bob Cousy Award (2022)
- 2× Third-team All-American – USBWA, NABC (2021, 2022)
- Third-team All-American – AP, SN (2022)
- 2× Big East Player of the Year (2021, 2022)
- 2× First-team All-Big East (2021, 2022)
- Second-team All-Big East (2020)
- 2× Robert V. Geasey Trophy (2021, 2022)
- Big East Tournament MVP (2022)

## Records sur une rencontre en NBA
Les records personnels de Collin Gillespie  en NBA sont les suivants, :
| Type de statistique        | Saison régulière | Saison régulière            | Saison régulière |
| Type de statistique        | Record           | Adversaire                  | Date             |
| -------------------------- | ---------------- | --------------------------- | ---------------- |
| Points                     | 22               | @ Timberwolves du Minnesota | 28 mars 2025     |
| Paniers marqués            | 9                | @ Timberwolves du Minnesota | 28 mars 2025     |
| Paniers tentés             | 11               | @ Timberwolves du Minnesota | 28 mars 2025     |
| Paniers à 3 points réussis | 4                | 2 fois                      | 2 fois           |
| Paniers à 3 points tentés  | 6                | 2 fois                      | 2 fois           |
| Lancers francs réussis     | 4                | @ Thunder d'Oklahoma City   | 5 février 2025   |
| Lancers francs tentés      | 5                | @ Thunder d'Oklahoma City   | 5 février 2025   |
| Rebonds offensifs          | 3                | @ Lakers de Los Angeles     | 16 mars 2025     |
| Rebonds défensifs          | 5                | Bucks de Milwaukee          | 24 mars 2025     |
| Rebonds totaux             | 7                | @ Lakers de Los Angeles     | 16 mars 2025     |
| Passes décisives           | 10               | @ Timberwolves du Minnesota | 28 mars 2025     |
| Interceptions              | 2                | 5 fois                      | 5 fois           |
| Contres                    | 1                | 3 fois                      | 3 fois           |
| Balles perdues             | 3                | @ Bucks de Milwaukee        | 12 février 2024  |
| Minutes jouées             | 26               | @ Timberwolves du Minnesota | 28 mars 2025     |

- Double-double : 1
- Triple-double : 0

Dernière mise à jour : 28 mars 2025